# The Collection 1999–2006
The Collection 1999-2006 – to druga składanka fińskiego zespołu power metalowego Sonata Arctica. Oprócz utworów z albumów studyjnych grupy zawiera nowe wersje utworów "My Land" i "Replica" z albumu Ecliptica.

## Lista utworów
1. "The Ruins Of My Life" - 5:14
2. "8th Commandment" - 3:41
3. "Don't Say a Word" - 4:15
4. "Victoria's Secret" - 4:46
5. "Tallulah" - 5:20
6. "Wolf & Raven" - 4:18
7. "Black Sheep" - 3:44
8. "Broken" - 5:18
9. "Kingdom For A Heart" - 3:53
10. "FullMoon" - 5:08
11. "My Land (2006 remake)" - 4:51
12. "The Cage" - 4:39
13. "Last Drop Falls" - 5:14
14. "UnOpened" - 3:43
15. "San Sebastian (Revisited)" - 4:37
16. "Ain't Your Fairytale" - 5:17
17. "Replica 2006 (2006 remake)" 4:31

### Utwory na płycieDVDdołączonej do limitowanej edycji
1. "Wolf & Raven" (wideoklip)
2. "8th Commandment (Live)"
3. "My Land (Live)"